# Ellerdorf
Ellerdorf ist eine Gemeinde im Kreis Rendsburg-Eckernförde in Schleswig-Holstein. Neben Ellerdorf hat die Gemeinde keine weiteren Ortsteile.

## Geografie und Verkehr
Ellerdorf liegt etwa auf halber Strecke zwischen Rendsburg und Neumünster. Der Ort ist über die Bundesstraße 205, die Bundesautobahn 7 und die Bahnstrecke Neumünster–Flensburg zu erreichen.
Der Ort liegt rund drei Kilometer vom geografischen Mittelpunkt Schleswig-Holsteins, der in Nortorf-Thienbüttel liegt, entfernt.

## Politik

### Gemeindevertretung
Bei der Kommunalwahl am 14. Mai 2023 wurden insgesamt sieben Sitze vergeben. Diese fielen erneut alle an die Kommunale Wählergemeinschaft Ellerdorf. Die Wahlbeteiligung betrug 58,2 %.

### Wappen
Blasonierung: „In Grün ein schräglinker silberner Wellenbalken, begleitet oben von einem silbernen Erlenzweig, unten von einem silbernen Steinbeil mit dem schräglinks gestellten Schaft oben und der Schneide nach außen.“

## Wirtschaft und Infrastruktur
Das Gebiet ist landwirtschaftlich geprägt. Daneben sind in geringem Umfang andere Gewerbe, vornehmlicher handwerklicher Ausrichtung zu finden. Industrieansiedlungen existieren nicht. Außer einem Kaufmannsladen gibt es in Ellerdorf einige kleinere Dienstleister.
Seit 1998 findet in Ellerdorf jedes Jahr Anfang Juni das zweitägige Wilwarin-Festival statt, ein alternatives Open-Air-Spektakel mit mehreren Tausend Besuchern. Musikalische Schwerpunkte waren anfangs Punk und Metal, mittlerweile ist das Festival breiter aufgestellt, auch Hip-Hop-Bands und eine e-stage sind vertreten. Auf fünf Bühnen treten insgesamt ca. 60–70 Bands und DJs auf.

## Galerie

Wappenstein
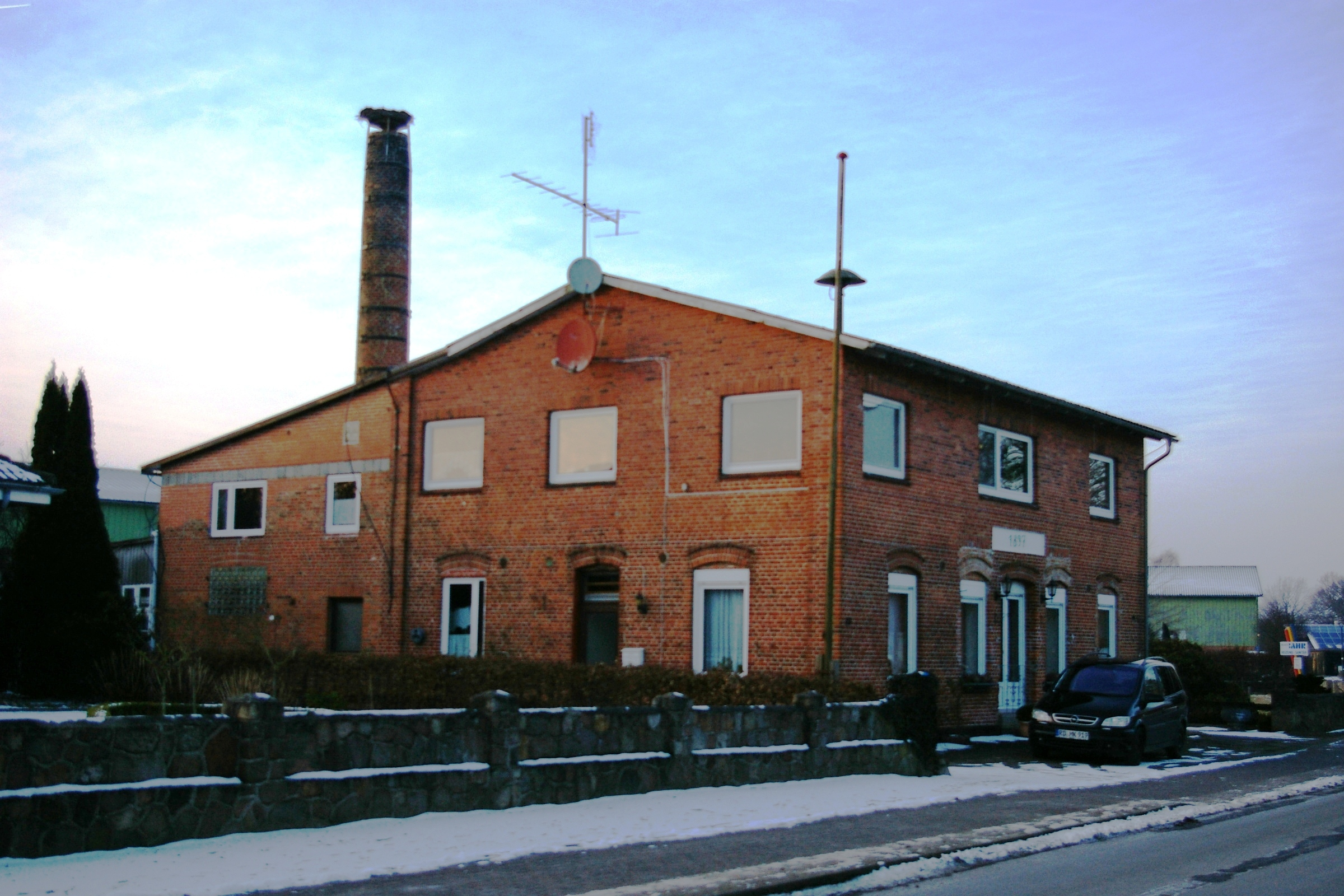
Alte Meierei von 1897
„Hexenhaus“
Hexe auf dem Reetdach